# Rebecca Blacková
Rebecca Renee Blacková (nepřechýleně Black, * 21. června 1997 Irvine) je americká youtuberka a zpěvačka, která se proslavila v roce 2011 singlem Friday. Poté, co se Friday rozšířil po sociálních médiích, někteří hudební kritici a diváci nazvali singl 'nejhorší písní'. Rebecca pokračovala s vydáváním dalších skladeb, její spolupráce s Dave Days na singlu Saturday jí přinesla ještě větší úspěch. V současné době nahrává na svém Youtube kanálu videa o různých tématech.

## Dětství
Rebecca se narodila v Irvine v Kalifornii. Je dcerou Johna Jefferyho Blacka a Georginy Marquez Kellyové, kteří jsou oba veterináři. Její matka je mexického původu a otec, původem s Iowy, má anglický, italský a polský původ. Rebecca chodila na soukromou školu, kterou v 6. třídě opustila kvůli šikaně. V dubnu 2011 začala s domácím vzděláváním, aby měla čas na svoji kariéru a vyhnula se posměškům od bývalých spolužáků. Rebecce se kvůli nabitému programu nedařilo v angličtině.

## 2010/11: Průlom se singlem 'Friday' a hudbou celkově
Na konci roku 2010, spolužák Rebeccy a klient losangeleského labelu ARK Music Factory, jí řekl o této firmě. Matka Rebeccy musela zaplatit 4000 dolarů za produkování hudebního videa, zatímco Blackovi měli vlastnictví videa. Singl Friday byl vypuštěn společností ARK na Youtube a iTunes. Video písně bylo nahrané na Youtube 10. února 2011 a během prvního měsíce mělo přes 1000 zhlédnutí. Během několika dnů se stalo nejdiskutovanějším tématem na sociální síti Twitter a většinou se jí dostávalo negativní medializace. V prvním týdnu se odhadl prodej na 40 000. Dne 22. března se Rebecca objevila v The Tonight Show s Jayem Lenem. Zahrála v pořadu svou skladbu a diskutovala s moderátorem o negativních reakcích na píseň. V Billbord Hot 100 Friday dosáhl na 58. místo, v novozélandské Singles Chart na 33.
Ve Velké Británii debutovala na 61. místě UK Singles Chart. V reakci na video k písni Friday začala Rebecca dostávat dopisy s výhrůžkami zabitím, které byly zkoumány policejním oddělením v Anaheimu. Rebecca se na apríla 2011 zúčastnila televizního pořadu 'Funny or Die' (ten den se pořad přejmenoval na Friday or Die) kvůli sérii videí, včetně jednoho o nezletilé dospívající řídící automobil v jejím singlu 'Friday'. Rebecca napsala manažerce DB Entertainment, Debře Baumové, údajně žádala o pomoc Ryana Seacresta.
Rebecca uvedla, že je fanynka Justina Biebera a vyjádřila zájem o vytvoření duetu s ním. MTV vybrala Rebeccu jako hosta pro svoje první on-line předávání cen – O Music Awards Fan Army Party, v dubnu 2011. Jako pocta singlu 'Friday' se objevila v hudebním videu Katy Perry 'Last Friday Night', ve kterém hraje jako hostitelka. Kryt písně 'Friday' byl proveden v Glee ve druhém období, 'The Queen'. Na otázku, proč píseň byla pokryta z Glee, řekl ukázat tvůrce Ryan Murphy, "Přehlídka vzdává hold pop kultuře, milování, nebo nenávidění toho, protože je píseň popová". Zanedlouho po rozšíření singlu 'Friday' se dostala R.Blacková a její matka, Georgina Kelly do právních problémů, s listy hudby, přes práva, až k písni.V dopise od Kellyniného právníka Ark Music březen 29, 2011, bylo tvrzeno, že Ark Music je v souladu s podmínkami jejich dohody z listopadu 2010, což jí dává píseň a video, je majitelem nahrávky, Rebecca podepsala výhradně etiketu, která používá píseň bez svolení – například prodej 'Friday' vyzvánění. Zatímco Ark zakladatel (a scenárista 'Friday'), Patrice Wilson Kelly souhlasil, že Blacková nebyla omezena. V červnu 2011 Ark Music Factory začalo chtít poplatek 2,99$ za sledování hudebního video na YouTube. O měsíc později, 'Friday' byl odstraněn z důvodu soudního sporu; to bylo obnoveno na YouTube dne 16. září 2011.
Navzdory více než 167 milionům zhlédnutí během prvních čtyřech měsíců, před jeho dočasným odstraněním, 'Friday nashromáždil více než 3,190,000 palců dolů. Po sporu s Ark Music Factory, začala Rebecca dělat nezávislou nahrávací společnost s názvem RB Records. Sama vyprodukovala singl s názvem 'My Moment' z 18. července 2011, píseň je jako první v původním obalu s doprovodným hudebním videem zveřejněným na jejím YouTube kanálu v ten samý den. Ve videu, ředitel Morgan Lawley nabízí záběry ze skutečného života Rebeccy Blackové před a po své slávě. Na konci října 2011 vydala třetí singl s názvem 'Person of Interest'. Rebecca vydala další dvě skladby – 'Sing It', v květnu 2011 a 'in your words', v listopadu.

## Ceny a nominace
- V dubnu 2011 byla nominována na MTV O Music Awards.
- V srpnu 2011 byla Blacková jmenována 'hvězdou internetu' na Teen Choice Awards.